# Blazing Arrow
Blazing Arrow è il secondo album in studio del gruppo hip hop statunitense Blackalicious, pubblicato nel 2002.

## Tracce
1. Introduction: Bow and Fire – 1:06
2. Blazing Arrow – 2:40
3. Sky Is Falling – 2:26
4. First in Flight (featuring Gil Scott-Heron) – 4:32
5. Green Light: Now Begin – 3:12
6. 4000 Miles (featuring Chali 2na & Lateef the Truth Speaker) – 4:35
7. Nowhere Fast (featuring Tenashus) – 6:41
8. Paragraph President – 5:09
9. It's Going Down (featuring Lateef the Truth Speaker & Keke Wyatt) – 3:44
10. Make You Feel That Way – 3:26
11. Brain Washers (featuring Ben Harper) – 6:22
12. Chemical Calisthenics (featuring Cut Chemist) – 3:21
13. Aural Pleasure (featuring Jaguar Wright & Lifesavas) – 4:47
14. Passion (featuring Rakaa & DJ Babu) – 3:54
15. Purest Love – 4:03
16. Release (featuring Zack de la Rocha, Saul Williams, Lyrics Born & Sela Kerr) – 9:26
17. Day One – 4:52